# ミヌッチャーノ
ミヌッチャーノ（伊: Minucciano）は、イタリア共和国トスカーナ州ルッカ県にある、人口約1,800人の基礎自治体（コムーネ）。

## 地理

### 位置・広がり
ルッカ県北部、ガルファニャーナ地方 (it:Garfagnana) のコムーネ。

#### 隣接コムーネ
隣接するコムーネは以下の通り。括弧内のMSはマッサ＝カッラーラ県所属を示す。
- カンポルジャーノ
- カーゾラ・イン・ルニジャーナ (MS)
- フィヴィッツァーノ (MS)
- マッサ (MS)
- ピアッツァ・アル・セルキオ
- シッラーノ・ジュンクニャーノ
- ヴァーリ・ソット

### 気候分類・地震分類
ミヌッチャーノにおけるイタリアの気候分類 (it) および度日は、zona F, 3112 GGである。
また、イタリアの地震リスク階級 (it) では、zona 2 (sismicità media) に分類される。

## 行政

### 分離集落
ミヌッチャーノには以下の分離集落（フラツィオーネ）がある。
- Agliano, Albiano, Antognano, Canepaia, Carpinelli, Castagnola, Foresto, Gorfigliano, Gramolazzo, Metra, Pieve San Lorenzo, Pugliano, Sermezzana, Verrucolette